# Pâtisserie de la Chapelle
Pâtisserie de la Chapelle is een beschermd voormalige patisserie met verbruikszaal, gelegen aan de Hoogstraat 146 in de Marollen, Brussel. Het pand is vooral bekend om zijn goed bewaard gebleven keramiekdecor uit het begin van de 20e eeuw, uitgevoerd in art-nouveaustijl.

## Naam
De naam verwijst naar de nabijgelegen Kapellekerk.

## Geschiedenis
Het gebouw werd oorspronkelijk opgericht in 1847. In 1918 onderging het een grondige verbouwing onder leiding van architect Richard Inghelbrecht, waarbij het interieur werd verrijkt met keramische muurbekleding. In 1945 volgde een nieuwe etalage naar ontwerp van architect Jean de Rom.
Het gebruik van geglazuurde tegels in commerciële interieurs was rond de eeuwwisseling populair vanwege hun hygiënische en decoratieve kwaliteiten. Vandaag blijft dit interieur een zeldzaam voorbeeld van dat erfgoed.
Sinds 22 januari 2004 is het gebouw beschermd als monument.

## Beschrijving
De winkel is ondergebracht in een smal pand met vier bouwlagen en een eenvoudige gevel met rechte vensters. De opvallende benedenverdieping bevat een winkelraam in fijn houtwerk met geometrisch glas en een omlijsting in witte natuursteen en baksteen. Boven het raam bevindt zich een nis met een Madonna.
Binnen springt vooral het keramiekdecor in het oog, bestaande uit meer dan 135 tegels. Het decor omvat bloemfriezen en twee figuratieve panelen: een banketbakkersatelier en een terras met figuren in zondagskledij. Het kleurenpalet – groen, paars en oker – en de glazuurlaag geven het geheel een verfijnde uitstraling. Het decor is een zeldzaam overblijfsel van de Belgische tegelkunst uit het begin van de 20e eeuw en is geïnspireerd op de belle époque.